# Sparsitubus nelumbiformis
Sparsitubus nelumbiformis — вид грибів, що належить до монотипового роду Sparsitubus.